# 7862 Keikonakamura
7862 Keikonakamura è un asteroide della fascia principale. Scoperto nel 1981, presenta un'orbita caratterizzata da un semiasse maggiore pari a 2,8396112 UA e da un'eccentricità di 0,0746093, inclinata di 2,38265° rispetto all'eclittica.